# St. Philipp der Einsiedler (Zell)

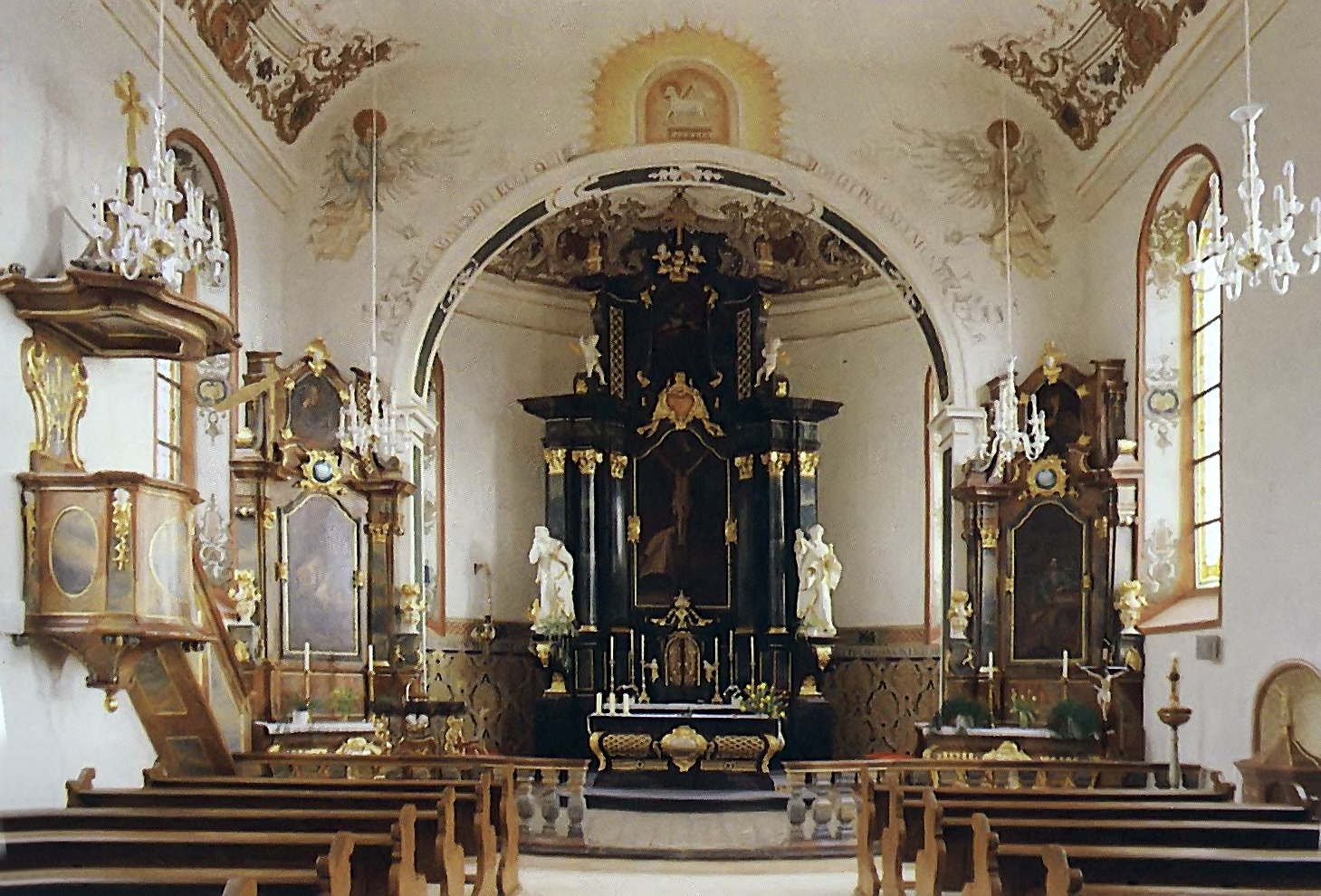
Innenausstattung

Die Kirche St. Philipp der Einsiedler ist die katholische Kirche von Zell und fungierte bis Ende 2015 als Pfarrkirche. Sie steht unter Denkmalschutz. 

## Lage
Die Kirche befindet sich in der Zeller Hauptstraße in unmittelbarer Nachbarschaft zur protestantischen Kirche. Zusammen mit dieser gilt sie als „ortsbildprägend“. Zudem ist sie Bestandteil der Denkmalzone Ortskern Zell.

## Geschichte
Die Kirche hat ihren Ursprung im Kollegiatstift Zell, das im 16. Jahrhundert im Zuge der Reformation aufgehoben und dessen Kirche protestantisch wurde. Nachdem im 18. Jahrhundert am Ort wieder Katholiken lebten, wurde von 1746 bis 1749 neben der protestantischen eine neue katholische Kirche im Barockstil errichtet. Zunächst war die Kirche Sitz einer Pfarrei; diese umfasste die Ortschaften Zell, Einselthum, Harxheim, Niefernheim sowie die Höfe Reitzenmühle und Wiesenmühle als Filialen. Seit 1. Januar 2016 fungiert die Kirche als Filiale der Pfarrei Hl. Philipp der Einsiedler, die ihren Sitz in Göllheim hat.

## Ausstattung
Die Ausstattung, die mutmaßlich von Paul Egell stammt, ist ebenfalls denkmalgeschützt. Teil des Gebäudekomplexes ist die Marienkapelle, die 1875 entstand. Hinzu kommt ein sogenannter Kreuzgang, der einen Zugang zu den „Stifskellern“ enthält.

## Brauchtum
Seit 1780 findet jedes Jahr am Sonntag nach dem 3. Mai die Philippswallfahrt statt. Entlang der Kirche führt auch ein Teil des Jakobsweges, beginnend in Zell und in Standenbühl endend.